# جائزة زحل لأفضل ممثل
جائزة زحل (بالإنجليزية: The Academy of Science Fiction) هي جائزة تقدمها أكاديمية الخيال العلمي، المتخصصة بأفلام الخيال وأفلام الرعب، أنشئت عام 1972. وهي منظمة غير ربحية تهدف إلى تكريم شركات إنتاج الخيال العلمي والتعرف عليها وتشجيعها، وبعض أنواع الرعب.
يحمل الممثل روبرت داوني جونير الرقم القياسي لأكثر المرات فوزًا بجائزة أفضل ممثل حيث فاز بثلاث جوائز. الممثلان الوحيدان اللذان فازا أكثر من مرّة هما مارك هاميل وجيف بريدجز إذ فاز كلٌ منهما مرّتان.
القائمة التالية هي قائمة الفائزين بجائزة زحل لأفضل ممثل:

## عقد 1970
| السنة | الفائز                                                        | المرشحون |
| ----- | ------------------------------------------------------------- | --- |
| 1975  | جيمس كان في Rollerball دون جونسون في فتى وكلبه ‏               | |
| 1976  | ديفيد بوي في The Man Who Fell to Earth ‏ غريغوري بيك في الطالع | |
| 1977  | جورج برنز في يا إلهي!                                         | ريتشارد درايفوس في لقاءات قريبة من النوع الثالث ويليام شاتنر في Kingdom of the Spiders هاريسون فورد في حرب النجوم مارك هاميل في حرب النجوم مايكل يورك في The Island of Dr. Moreau ‏ |
| 1978  | وارن بيتي في السماء بإمكانها الانتظار                         | كرستوفر لي في The Wicker Man ‏ لورنس أوليفيه في الأولاد من البرازيل كريستوفر ريف في سوبرمان دونالد سثرلاند في Invasion of the Body Snatchers ‏                                       |
| 1979  | جورج هاميلتون في Love at First Bite                           | كرستوفر لي في Arabian Adventure فرانك لانجيلا في Dracula ويليام شاتنر في ستار تريك: الفيلم السينمائي مالكولم ماكدويل في Time After Time ‏                                           |

## عقد 1980
| السنة | الفائز                                                           | المرشحون |
| ----- | ---------------------------------------------------------------- | --- |
| 1980  | مارك هاميل في حرب النجوم الجزء الخامس: الإمبراطورية تعيد الضربات | كريستوفر ريف في مكان ما في الزمن دينيس كريستوفر في Fade to Black ‏ كيرك دوغلاس في The Final Countdown ‏ آلان آركين في Simon                                |
| 1981  | هاريسون فورد في سارقو التابوت الضائع                             | دونالد بليزانس في عيد القديسين 2 شون كونري في Outland كريستوفر ريف في سوبرمان 2 ألبرت فيني في Wolfen                                                     |
| 1982  | ويليام شاتنر في ستار تريك 2: غضب خان                             | ميل غيبسون في ماكس المجنون 2 لي هورسلي في The Sword and the Sorcerer كريستوفر ريف في Deathtrap هنري توماس في إي تي                                       |
| 1983  | مارك هاميل في حرب النجوم الجزء السادس: عودة الجيداي              | ماثيو برودريك في مناورات كريستوفر ريف في سوبرمان 3 روي شايدر في Blue Thunder كريستوفر واكن في The Dead Zone ‏                                             |
| 1984  | جيف بريدجز في ستارمان                                            | جورج برنز في Oh, God! You Devil أرنولد شوارزنيجر في المبيد هاريسون فورد في إنديانا جونز ومعبد الهلاك ويليام شاتنر في ستار تريك 3: البحث عن سبوك          |
| 1985  | مايكل جي فوكس في العودة إلى المستقبل                             | هوم كرونين في شرنقة لويس جوست جونيور في Enemy Mine ‏ جيمس كارين في The Return of the Living Dead كريس ساراندون في Fright Night                            |
| 1986  | جيف غولدبلوم في الذبابة                                          | مايكل بين في الغرباء من الفضاء ليونارد نيموي في ستار تريك 4: رحلة العودة للوطن أنتوني بركنز في Psycho III ويليام شاتنر في ستار تريك 4: رحلة العودة للوطن |
| 1987  | جاك نيكلسون في السحرة من إيستويك                                 | لانس هنريكسن في Pumpkinhead مايكل نوري في The Hidden ‏ تيري أوكوين في The Stepfather ‏ أرنولد شوارزنيجر في بريداتور بيتر ويلر في روبوكوب                   |
| 1988  | توم هانكس في كبير                                                | هوم كرونين في Cocoon: The Return بوب هوسكينز في من ورط الأرنب روجر جيرمي أيرونز في ديد رينغرز بيل موري في Scrooged جيمس سبيدر في Jack's Back             |

## 1989/90
| السنة   | الفائز                       | المرشحون |
| ------- | ---------------------------- | --- |
| 1989/90 | جيف دانييلز في Arachnophobia | هاريسون فورد في إنديانا جونز والحملة الأخيرة ليام نيسون في الرجل المظلم وارن بيتي في ديك تريسي أرنولد شوارزنيجر في توتال ريكول جيمس كان في بؤس |

## عقد 1990
| السنة | الفائز                                  | المرشحون |
| ----- | --------------------------------------- | --- |
| 1991  | أنتوني هوبكنز في صمت الحملان            | جيف بريدجز في الملك الصياد كيفين كوستنر في روبن هود: أمير اللصوص أرنولد شوارزنيجر في المبيد 2: يوم الحساب روبن ويليامز في الملك الصياد                                               |
| 1992  | غاري أولدمان في دراكولا                 | شيفي تشيز في مذكرات رجل خفي مايكل جامبون في Toys راؤول جوليا في عائلة آدامز (توضيح) جون ليثغو في Raising Cain روبن ويليامز في Toys بروس ويليس في الموت أصبح هي                       |
| 1993  | روبرت داوني جونير في Heart and Souls    | جيف بريدجز في التلاشى بيل موري في يوم جراوندهوج روبرت باتريك في Fire في the Sky أرنولد شوارزنيجر في لاست أكشن هيرو كريستين سلاتر في رومانسية حقيقية ماكس فون سيدو في Needful Things ‏ |
| 1994  | مارتن لانداو في إد وود                  | كينيث براناه في Frankenstein توم كروز في مقابلة مع مصاص الدماء توم هانكس في فورست غامب جاك نيكلسون في Wolf براد بيت في مقابلة مع مصاص الدماء أرنولد شوارزنيجر في ترو لايز            |
| 1995  | جورج كلوني في من الغسق حتى الفجر (فيلم) | بيرس بروسنان في العين الذهبية رالف فاينس في Strange Days ‏ مورغان فريمان في سبعة روبن ويليامز في جومانجي بروس ويليس في 12 قردا                                                        |
| 1996  | إيدي ميرفي في المدرس المجنون            | مايكل جي فوكس في The Frighteners جيف غولدبلوم في يوم الاستقلال بيل باكستون في إعصار ويل سميث في يوم الاستقلال باتريك ستيوارت في ستار تريك: أول اتصال                                 |
| 1997  | بيرس بروسنان في الغد لا يموت            | نيكولاس كيج في الوجه المخلوع كيفين كوستنر في ساعي البريد آل باتشينو في محامي الشيطان ويل سميث في رجال ذو بزات سوداء جون ترافولتا في الوجه المخلوع                                    |
| 1998  | جيمس وودز في مصاص الدماء                | جيم كاري في عرض ترومان ديفيد دشوفني في الملفات الغامضة أنتوني هوبكنز في تعرف على جو بلاك (فيلم) إدوارد نورتون في التاريخ الأمريكي إكس بروس ويليس في أرمجدون                          |
| 1999  | تيم ألين في جالاكسي كويست               | جوني ديب في سليبي هولو برندان فريزر في المومياء ليام نيسون في حرب النجوم الجزء الأول: تهديد الشبح كيانو ريفز في الماتريكس بروس ويليس في الحاسة السادسة                               |

## عقد 2000
| السنة | الفائز                                | المرشحون |
| ----- | ------------------------------------- | --- |
| 2000  | هيو جاكمان في رجال-إكس                | جيم كاري في غرينش راسل كرو في مجالد كلينت إيستوود في رعاة بقر في الفضاء أرنولد شوارزنيجر في اليوم السادس تشاو ين فات في النمر الرابض والتنين الخفي                                            |
| 2001  | توم كروز في سماء الفانيلا             | جوني ديب في من الجحيم أنتوني هوبكنز في هانيبال كيفين سبيسي في K-PAX بيلي بوب ثورنتون في الرجل الذي لم يكن هناك غاي بيرس في تذكار                                                              |
| 2002  | روبن ويليامز في صورة ساعة واحدة       | بيرس بروسنان في مت في يوم آخر فيجو مورتينسين في سيد الخواتم: البرجان توم كروز في تقرير الأقلية جورج كلوني في سولاريس توبي ماغواير في الرجل العنكبوت                                           |
| 2003  | إليجاه وود في سيد الخواتم: عودة الملك | ألبرت فيني في بيج فيش توم كروز في الساموراي الأخير فيجو مورتينسين في سيد الخواتم: عودة الملك جوني ديب في لعنة اللؤلؤة السوداء كريسبين غلوفير في Willard                                       |
| 2004  | توبي ماغواير في الرجل العنكبوت 2      | مات ديمون في سيادة بورن توم كروز في كولاتيرال جيم كاري في إشراقة أبدية لعقل نظيف جوني ديب في العثور على أرض الخلود كريستيان بيل في الميكانيكي                                                 |
| 2005  | كريستيان بيل في بداية باتمان          | بيرس بروسنان في The Matador هايدن كرستنسين في حرب النجوم الجزء الثالث: انتقام السيث توم كروز في حرب العوالم روبرت داوني جونير في Kiss Kiss Bang Bang فيجو مورتينسين في تاريخ من العنف         |
| 2006  | براندون روث في عودة سوبرمان           | دانيال كريغ في كازينو رويال ويل فيرل في أغرب من الخيال توم كروز في مهمة مستحيلة 3 هيو جاكمان في النافورة (فيلم) كلايف أوين في أطفال رجال                                                      |
| 2007  | ويل سميث في أنا أسطورة                | جيرارد بتلر في 300 جون كيوزاك في 1408 دانيال دي لويس في ستسيل الدماء جوني ديب في سويني تود: الحلاق الشيطاني لشارع فليت فيجو مورتينسين في وعود شرقية                                           |
| 2008  | روبرت داوني جونير في آيرون مان        | براد بيت في الحالة المحيرة ل بنجامين بتن كريستيان بيل في فارس الظلام هاريسون فورد في إنديانا جونز ومملكة الجمجمة الكريستالية ديف باتل في مليونير متشرد توم كروز في فالكيري ويل سميث في هانكوك |
| 2009  | سام ورذينجتن في أفاتار                | روبرت داوني جونير في شرلوك هولمز توبي ماغواير في إخوة فيجو مورتينسين في الطريق سام روكويل في قمر دنزل واشنطن في كتاب إيلاي                                                                    |

## عقد 2010
| السنة | الفائز                           | المرشحون |
| ----- | -------------------------------- | --- |
| 2010  | جيف بريدجز في ترون: الإرث        | جورج كلوني في الأمريكي ليوناردو دي كابريو في بداية و جزيرة المصراع روبرت داوني جونير في آيرون مان 2 رايان رينولدز في مدفون                                                                  |
| 2011  | مايكل شانون في Take Shelter      | أنتونيو بانديراس في الجلد الذي أعيش فيه دومينيك كوبر في الشيطان المزدوج توم كروز في مهمة مستحيلة: بروتوكول الشبح كريس إيفانز في كابتن أمريكا: المنتقم الأول بن كينغسلي في هيوغو             |
| 2012  | ماثيو ماكونهي في القاتل جو       | كريستيان بيل في نهوض فارس الظلام دانيال كريغ في سكايفول مارتن فريمان في الهوبيت: رحلة غير متوقعة هيو جاكمان في البؤساء جوزيف غوردون-ليفيت في صانع الحلقة                                    |
| 2013  | روبرت داوني جونير في آيرون مان 3 | أوسكار إسحاق في داخل لوين ديفيس سايمون بيج في نهاية العالم خواكين فينيكس في هي براد بيت في حرب الزومبي العالمية بن ستيلر في حياة والتر ميتي السرية                                          |
| 2014  | TBA                              | توم كروز في حافة الغد كريس إيفانز في كابتن أمريكا: جندي الشتاء جيك جيلنهال في المتسلل ليلا مايكل كيتون في الرجل الطائر ماثيو ماكونهي في بينجمي كريس برات في حراس المجرة دان ستيفنز في الضيف |